# Cordylanthus
Cordylanthus é um género botânico pertencente à família Orobanchaceae.

## Sinonímia
Adenostegia